# Matteo Gryspeerdt
Matteo Gryspeerdt (7 februari 1992) is een Belgisch hockeyer.

## Levensloop
Gryspeerdt was actief bij KHC Dragons. In 2015 maakte hij de overstap naar Royal Antwerp HC, alwaar hij actief bleef tot 2020. Vervolgens ging hij aan de slag bij het Nederlandse BNMHC Zwart-Wit. Tijdens de indoorcompetitie is hij actief bij Amicale Anderlecht HC.
Daarnaast is hij actief bij het Belgisch zaalhockeyteam. Met de Indoor Red Lions won hij zilver op het Europees kampioenschap van 2018 te Antwerpen.